# Isao Yoneda
Isao Yoneda (Hamburgo, 20 de agosto de 1977) é um ex-ginasta alemã, competidor japonês em provas de ginástica artística.
Isao fez parte da equipe olímpica japonesa que disputou os Jogos Olímpicos de Atenas, em 2004. Neles, ao lado de Takehiro Kashima, Hisashi Mizutori, Hiroyuki Tomita, Naoya Tsukahara e Daisuke Nakano, fora membro da equipe campeã por equipes. Na final das barra fixa, encerrou medalhista de bronze, em prova vencida pelo italiano Igor Cassina.